# Burelles
Burelles è un comune francese di 143 abitanti situato nel dipartimento dell'Aisne della regione dell'Alta Francia.

## Società

### Evoluzione demografica
Abitanti censiti

## Storia

### Prima guerra mondiale
Il 30 agosto, meno di un mese dopo la dichiarazione di guerra, il villaggio fu occupato dalle truppe tedesche a seguito della sconfitta francese a San Quintino. 
Durante tutta la guerra, il villaggio si trovò arretrato rispetto al fronte, che si era stabilito a 150 chilometri a est, dalle parti di Péronne. Da allora ebbe inizio l'occupazione tedesca del villaggio che durò fino all'ottobre 1918. 
In questo periodo, gli abitanti conobbero la dura legge degli occupanti. Decreti del comando obbligavano, a data fissa, sotto la responsabilità del sindaco e del consiglio municipale, la popolazione a fornire, sotto pena di sanzioni: grano, uova, latte, carne e verdure destinate a nutrire i soldati del fronte. Tutte le persone valide dovevano effettuare lavori agricoli o di manutenzione. Nel novembre 1918 i tedeschi occupanti furono cacciati dalle truppe francesi.